# Convair

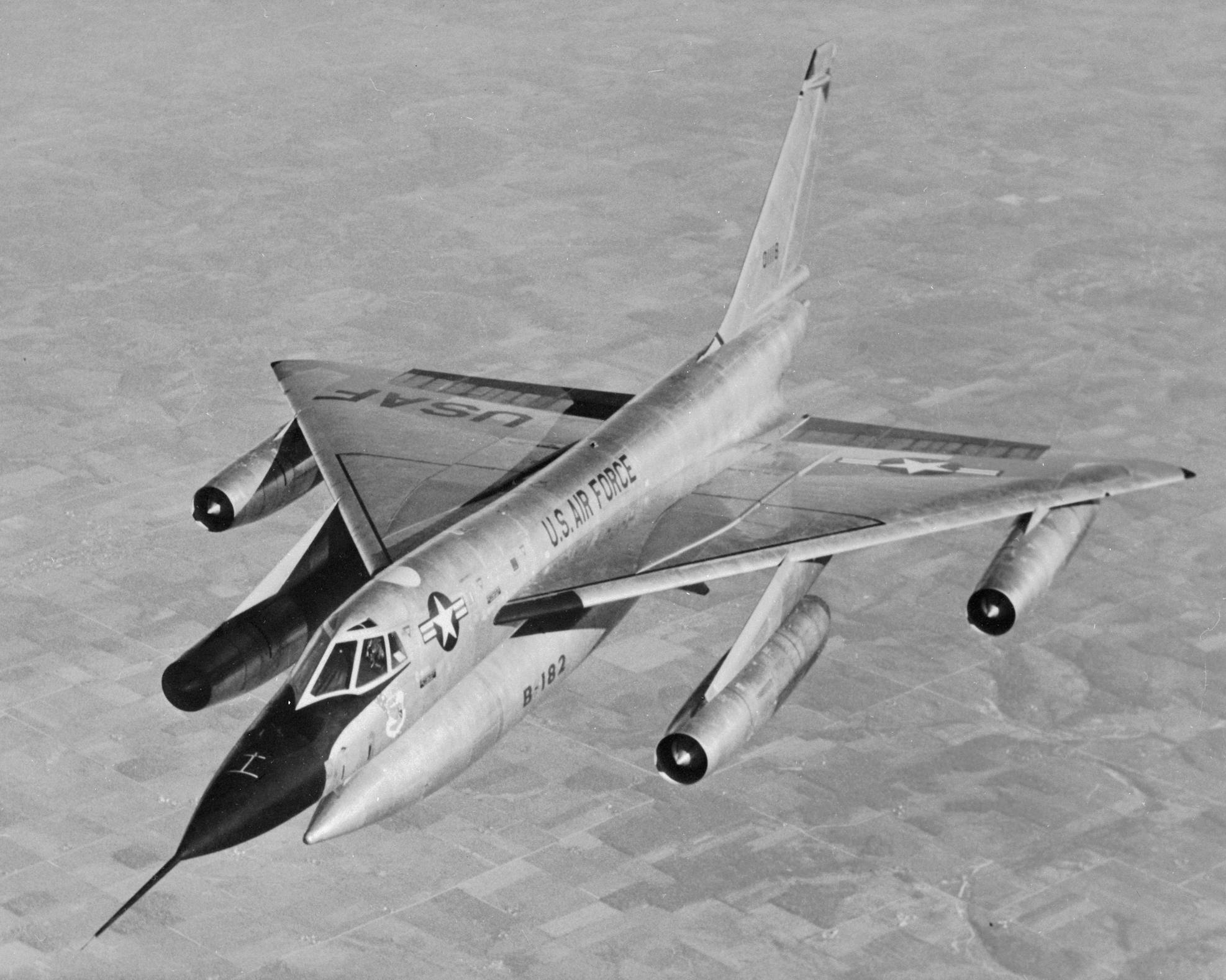
Bombardier strategic cu armament nuclear Convair B-58 Hustler

Consolidated Vultee Aircraft Corporation, scurt Convair, a fost rezultatul fuziunii din 1943 dintre Consolidated Aircraft și Vultee Aircraft; entitatea care a rezultat a fost unul dintre cei mai importanți constructori de avioane in Statele Unite. În martie 1953, Convair a fost achiziționat de General Dynamics, devenind deivzia Convair a companiei-mamă. A produs avioane până în 1965, apoi s-a ocupat de doemniul spațial și proiecte legate de fuzelajele avioanelor. In 1994, unitatea de structuri pentru avioane a fost vândută lui McDonnell Douglas, fabrica de la Fort Worth a fost achiziționată de Lockheed, iar în 1996 General Dynamics a desființat divizia Convair.

## Avioane

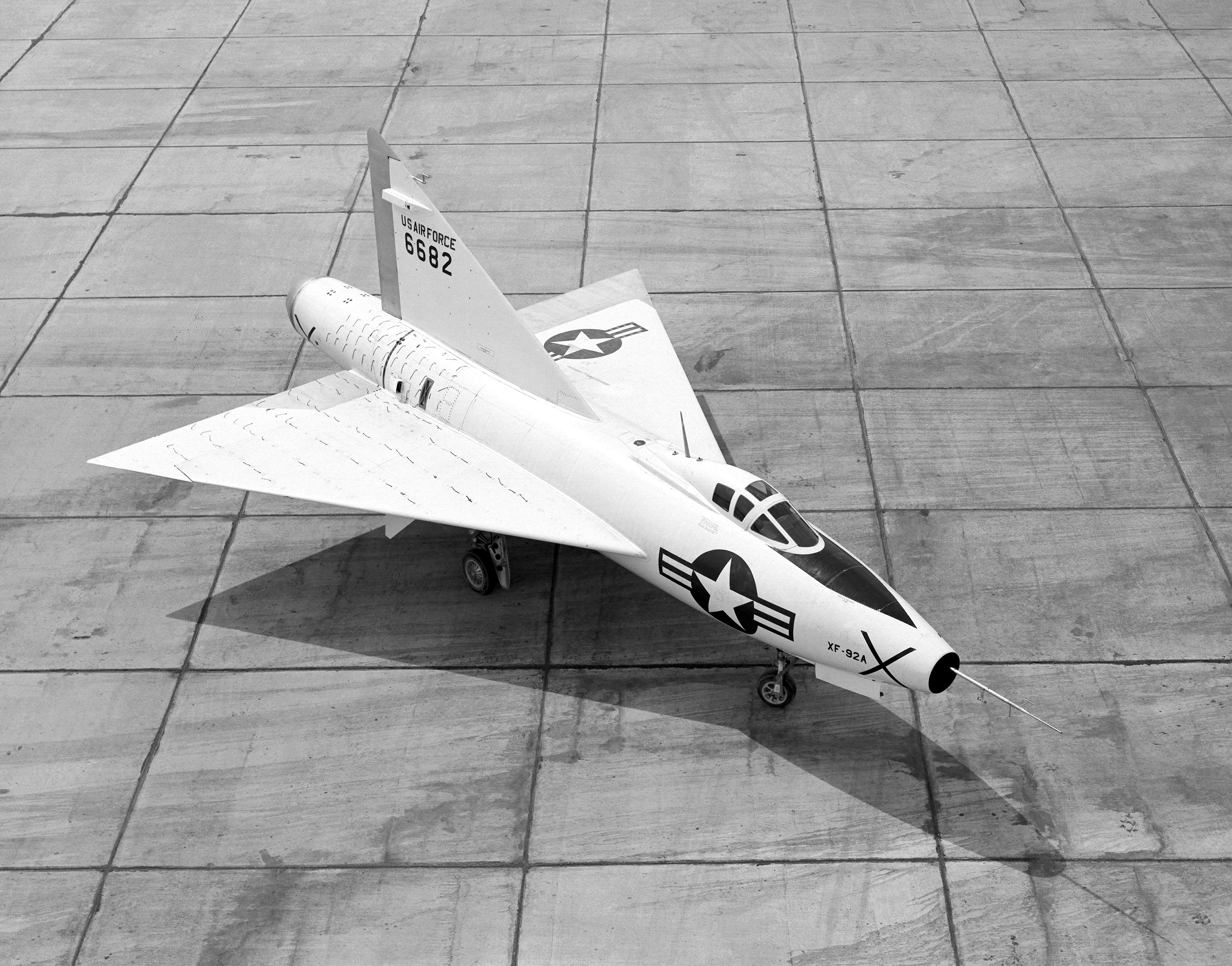
Convair XF-92A a fost primul avion cu aripă delta a SUA

Avioane Convair (datele sunt primele zboruri):
- XP-81 (1945)
- XA-44
- B-36 (1946) Peacemaker
- XB-53
- XB-46 (1947)
- Convairliner (1947)
- XC-99 (1947)
- Model 37
- Convair XF-92A (1948)
- YB-60 (1952)
- F-102 Delta Dagger (1953)
- F2Y Sea Dart (1953)
- R3Y Tradewind (1954)
- Convair XFY-1 (1954) "Pogo"
- Convair 240— variante CV 340, CV 440 Metropolitan, C-131 Samaritan, R4Y și T-29
- Convair 540 (1955)
- Convair 580
- Convair 5800
- B-58 Hustler (1956)
- F-106 Delta Dart (1956)
- Convair X-11 (1957)
- Convair 880 (1959)
- Convair 990 (1961) "Coronado"
- Convair CV-600 (1965)